# St. Christoph (Gravenbruch)

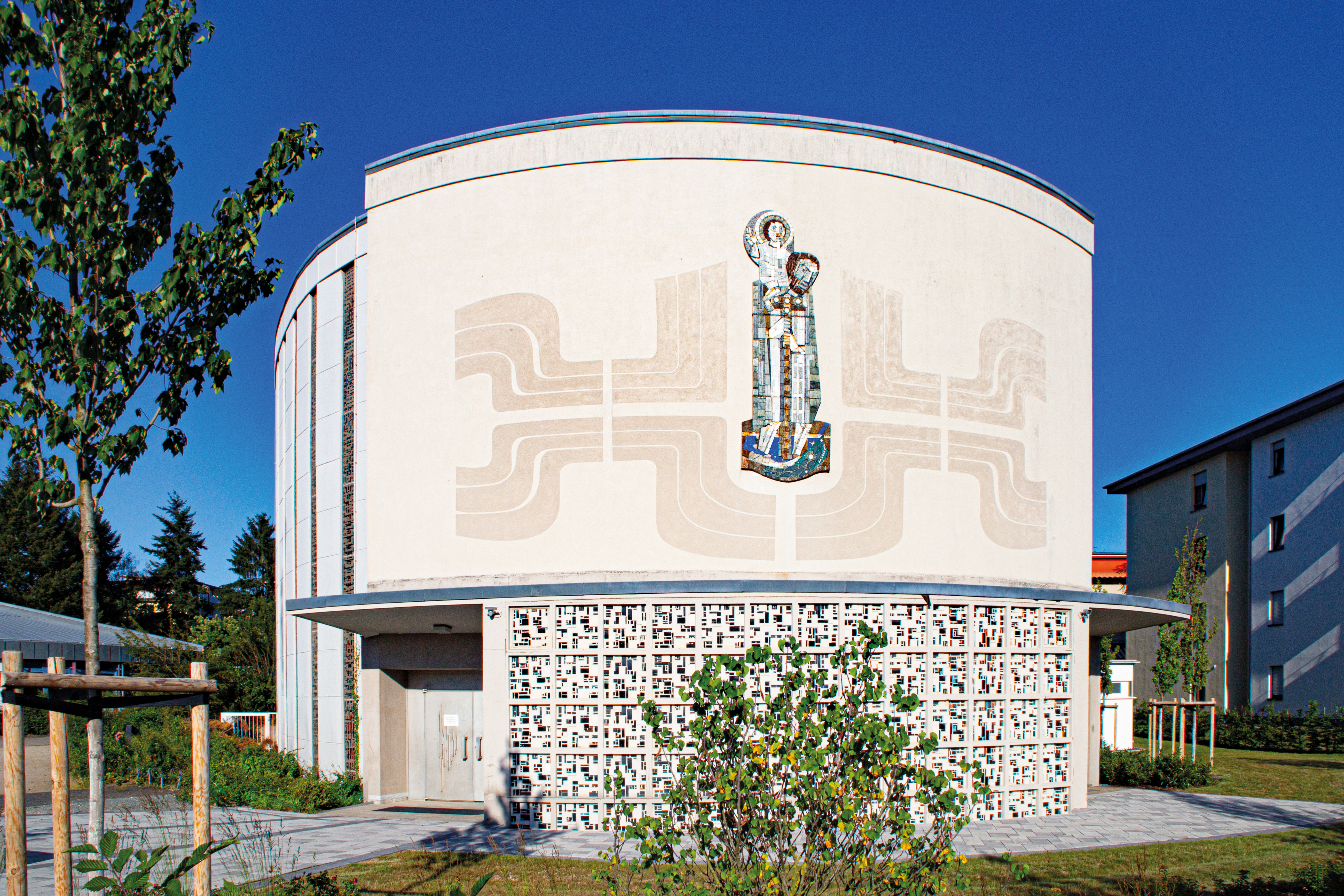
Katholische Kirche St. Christoph in Gravenbruch von Westen, erbaut 1964 bis 1967

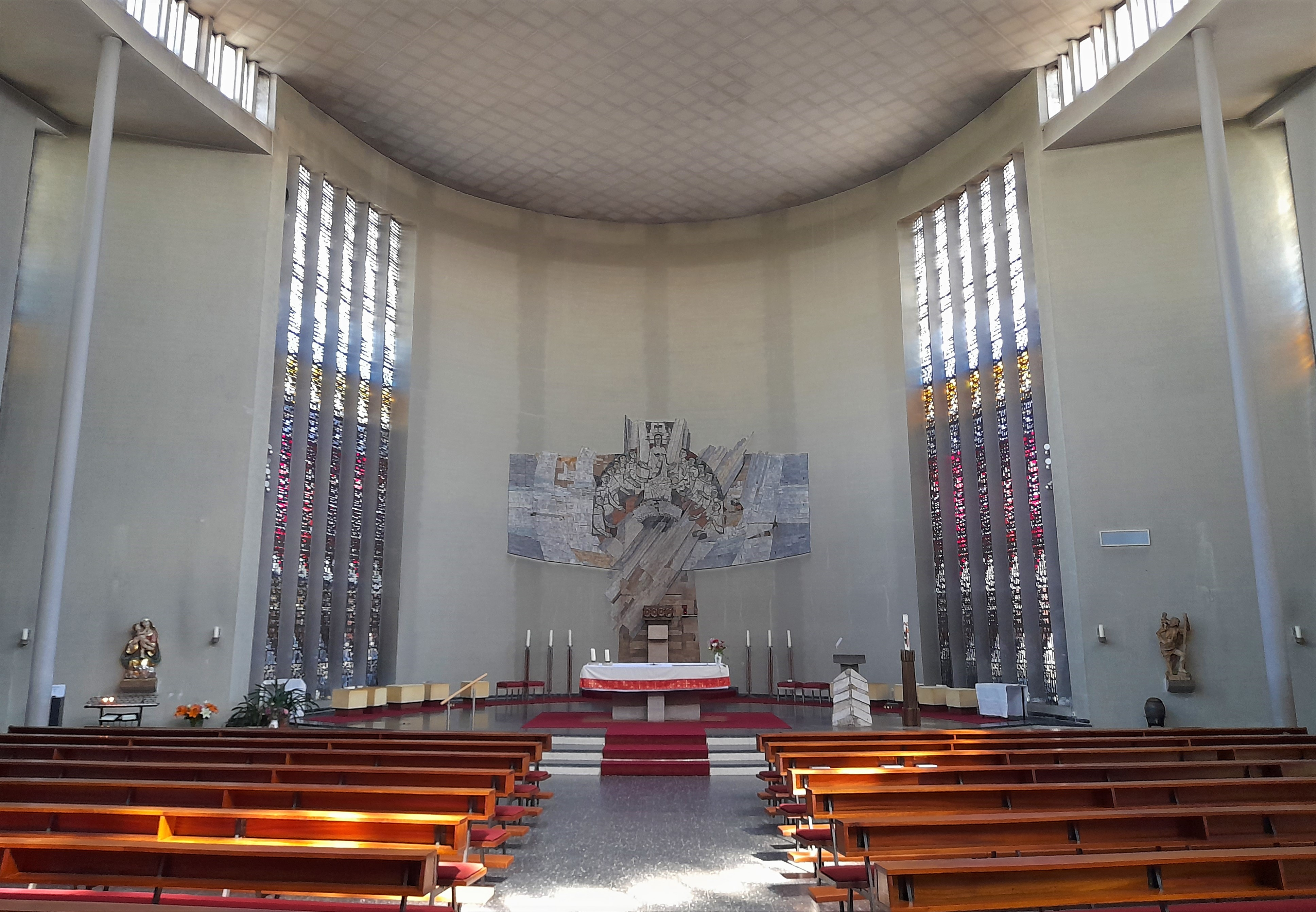
Innenansicht, Blick zum Altar

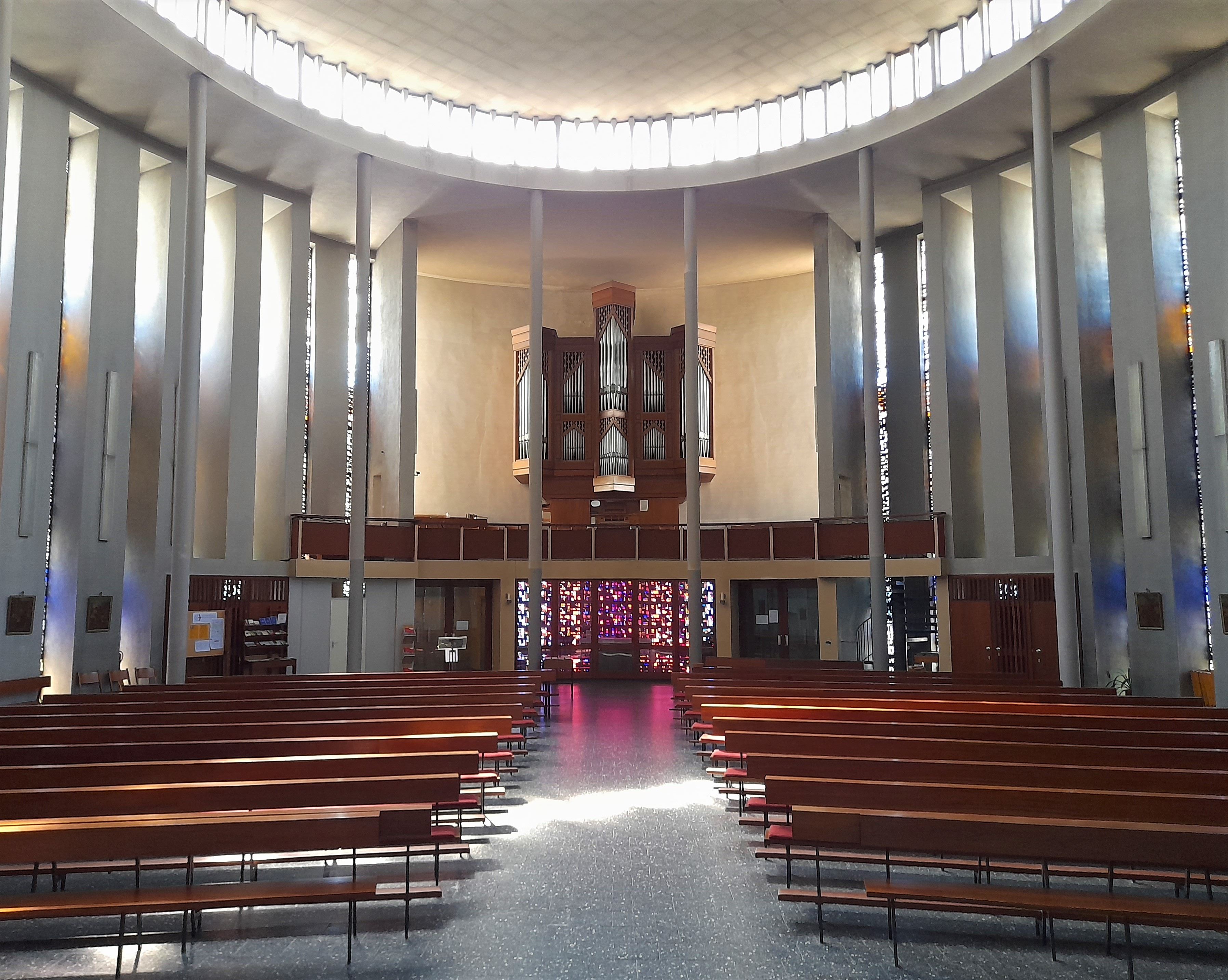
Innenansicht, Blick zur Orgelempore

Die römisch-katholische Pfarrkirche St. Christoph ist ein unter Denkmalschutz stehendes Kirchengebäude im Neu-Isenburger Stadtteil Gravenbruch in Südhessen. Die Pfarrgemeinde gehört zum Pastoralraum Dreieich-Neu-Isenburg der Region Mainlinie im Bistum Mainz.

## Geschichte
Die Wohnstadt Gravenbruch wurde ab Dezember 1960 als Satellitenstadt mitten im Wald errichtet. Nachdem im Juli 1962 die ersten Bewohner in ihre inzwischen fertiggestellten Häuser eingezogen waren, wurde bereits am 29. Juli 1962 der erste katholische Gottesdienst in Gravenbruch gefeiert. In den Anfangsjahren dienten vor allem Privatwohnungen, aber auch das Forsthaus Gravenbruch sowie eine Baubaracke als Ort der Zusammenkunft für die Gemeinde, die als Filiale der Neu-Isenburger Pfarrei Zum Heiligen Kreuz unterstand. Ab 1963 stellte die Stadt Neu-Isenburg der katholischen Gemeinde zur Feier von Gottesdiensten übergangsweise die Turnhalle der Ludwig-Uhland-Schule zur Verfügung.
Am 1. Januar 1964 wurde die Kirchenstiftung Gravenbruch vom Mainzer Bischof errichtet. Dadurch hatte die Gravenbrucher Filialgemeinde nun kirchenrechtlich den Status einer Gemeinde erlangt, unterstand aber vorerst weiterhin als Filiale der Neu-Isenburger Gemeinde Zum Heiligen Kreuz. Erst am 1. Oktober 1964 erhielt die katholische Gemeinde schließlich die vollständige Selbstständigkeit und wurde zur eigenen Pfarrkuratie St. Christophorus ernannt.
Das Grundstück am Dreiherrnsteinplatz, auf dem heute die Pfarrkirche St. Christoph steht, wurde der katholischen Gemeinde 1962 vom Grafen von Schönborn-Wiesentheid geschenkt, um dort eine Kirche und ein Gemeindezentrum zu errichten. Nachdem am 20. Oktober 1964 mit den Bauarbeiten auf dem Grundstück für den Kirchenneubau nach Plänen des Architekten Helmut Bilek begonnen wurde und am 16. Januar 1965 im Beisein von Generalvikar Prälat Ludwig Hänlein von Mainz der Grundstein gelegt wurde, konnte St. Christoph nach etwa zweieinhalbjähriger Bauzeit im Rahmen eines Festgottesdienstes am 19. Februar 1967 eingeweiht werden.
In den folgenden Jahren wurden mehrere Verschönerungen an Fassade und im Innenraum der Kirche vorgenommen. So wurden 1973 an der schlichten, weiß gestrichenen Altarwand im Innenraum ein Altarbild und ein Tabernakel, die vom Künstler Claus Kilian gestaltet worden waren, angebracht und geweiht. 1978 folgte ein ebenfalls von Kilian gestaltetes Christophorus-Mosaik, das an der Westfassade der Kirche befestigt wurde.
Eine einschneidende Veränderung des Erscheinungsbilds der Kirche stellte die Abtragung ihres ca. 30 m hohen, inzwischen baufällig gewordenen Campaniles im Juni 2017 dar. Obwohl der Turm aufgrund falscher Berechnungen der Statik nie Glocken in seinem Inneren beherbergte, da er die Glockenschwingungen nicht ausgehalten hätte, prägte er doch das Ortsbild von Gravenbruch. Da die Gemeinde die hohen Kosten für eine Sanierung nicht aufwenden konnte, wurde das Turmareal an das Frankfurter Unternehmen Gemeinnütziges Siedlungswerk GmbH verkauft. Heute steht am einstigen Standort des Kirchturms ein barrierefreier Wohnkomplex. Bei Gottesdiensten werden heute wie damals die Glocken im Turm der benachbarten evangelischen Kirche geläutet.

## Baubeschreibung
Die Pfarrkirche St. Christoph liegt am Dreiherrnsteinplatz, der den Mittelpunkt der nachkriegsmodernen Neubausiedlung Gravenbruch bildet. Der Platz verbindet die verschiedenen Wohngebiete des Ortes und ist umgeben von öffentlichen Gebäuden, zu denen auch St. Christoph im Osten sowie die evangelische Kirche im Westen gehören, die zusammen den Platz einrahmen.
Das Kirchengebäude von St. Christoph gliederte sich in einen aus geschwungenen Wandscheiben geformten betonsichtigen Campanile im Südwesten, der im Juni 2017 abgetragen wurde, und ein flachgedecktes Kirchenschiff im Nordosten, das noch heute besteht und sich auf elliptischem Grundriss erhebt.

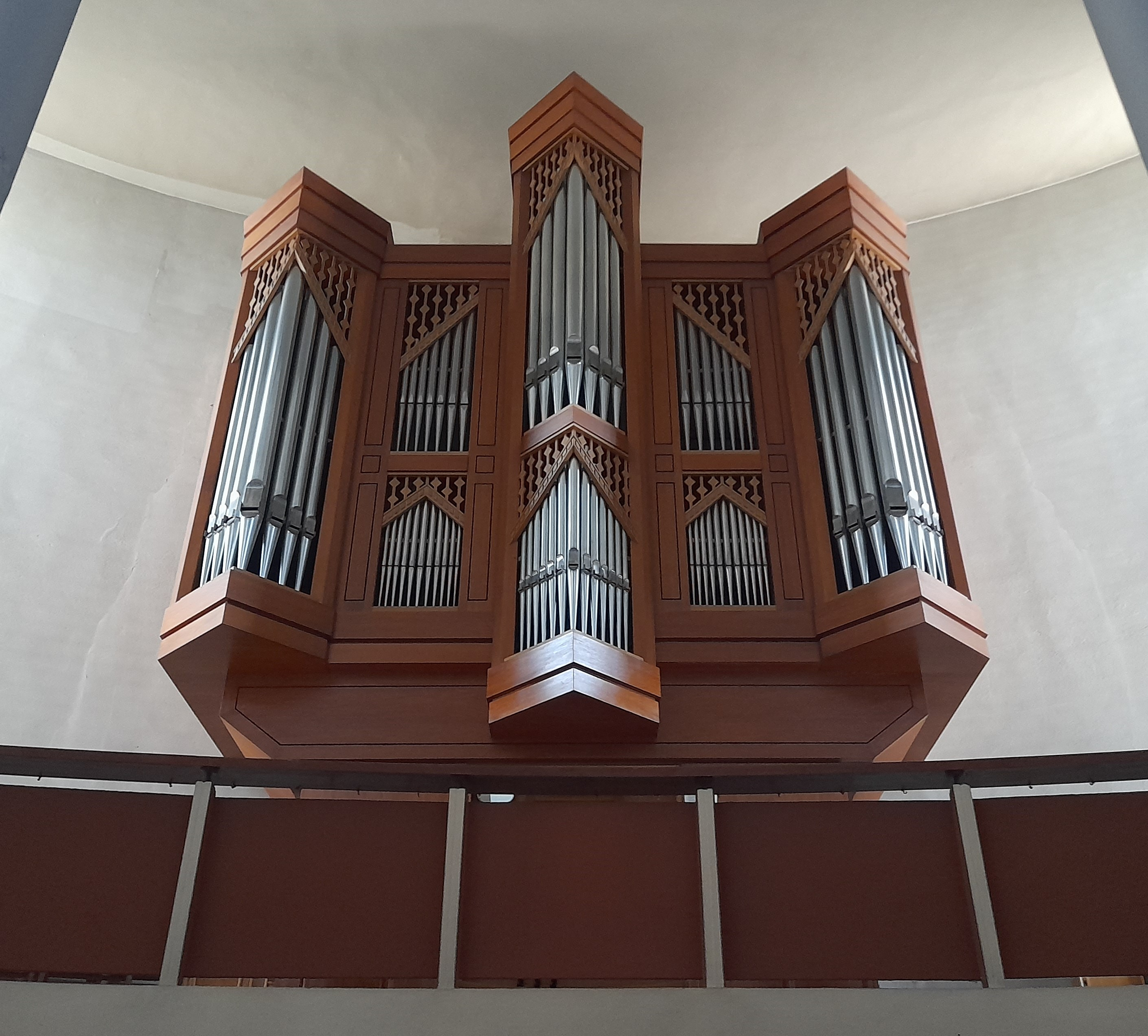
Breitmann-Orgel von 1981

Die Fassade des Kirchenschiffes wird von einem zum Dreiherrnsteinplatz ausgerichteten Christophorus-Mosaik und vertikale Fensterschlitze dominiert. Zwei breite Eingänge im Westen führen über einen kleinen Kapellenraum ins Innere des Gebäudes. Ein Mittelgang, der von Westen direkt auf den leicht erhöhten Altarraum im Osten zuführt, teilt den weiten Kirchenraum in zwei Bankblöcke. Betonverglaste Fensterschlitze sorgen zu beiden Seiten des Altarraums für Lichteinfall; ihre Farben hellen sich von unten nach oben sowie von West nach Ost auf. Gegenüber dem Altarraum befindet sich im Westen die Orgelempore.

## Orgel
Die Orgel der Kirche wurde von der Orgelbaufirma Breitmann unter Verwendung eines Orgelwerks aus der katholischen Pfarrei in Illingen hergestellt. Am 6. Dezember 1981 wurde das neue Instrument im Rahmen eines Festgottesdienstes eingeweiht.